# Saarland-Kolleg
Das Saarland-Kolleg ist eine Einrichtung des Zweiten Bildungswegs in Tagesform in Saarbrücken, die 1958 gegründet wurde.
Das Kolleg führt Erwachsene mit Berufserfahrung zur allgemeinen Hochschulreife. Der Bildungsgang im Saarland-Kolleg umfasst 3 Jahrgangsstufen: die einjährige Einführungsphase und die zweijährige Hauptphase der gymnasialen Oberstufe.
Das im Saarland-Kolleg erworbene Zeugnis der allgemeinen Hochschulreife berechtigt zum Studium aller Fachrichtungen in den Ländern der Bundesrepublik Deutschland.

## Geschichte und Organisation
Das Saarland-Kolleg wurde 1958 gegründet. Es bildet zusammen mit dem Oberstufengymnasium des Wirtschaftswissenschaftlichen Gymnasiums (WWG) einen Schulverbund. Beide Einrichtungen haben eine gemeinsame Schulleitung und ein gemeinsames Lehrerkollegium, sie arbeiten (vor allem in der Hauptphase) eng zusammen.

## Gebäude

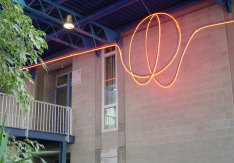
Installation von Werner Bauer

Architekt des Schulgebäudes ist Bernhard Focht, der 2000/2001 gemeinsam mit Werner Bauer und Paul Schneider den Sparda-Bank-Preis für die Gestaltung des Wirtschaftswissenschaftlichen Gymnasiums und des Saarland-Kollegs erhielt.